# Gustavo Venturi (sociólogo)
Gustavo Venturi Júnior (São Paulo, junho de 1958 - São Paulo, 12 de janeiro de 2022) foi um sociólogo brasileiro conhecido por seus trabalhos sobre opinião pública, marcadores sociais da diferença, pluralidade identitária e cultura política. Foi professor da Universidade de São Paulo, estruturou e coordenou o Núcleo de Opinião Pública da Fundação Perseu Abramo (2007-2014) e foi diretor do Datafolha.

## Obras selecionadas
Livros organizados
- Racismo cordial (1995, com Cleusa Turra)
- A mulher brasileira: nos espaços público e privado (2004, com Marisol Recamán e Suely de Oliveira)
- Diversidade sexual e homofobia no Brasil (2011, com Vilma Bokany)
- Mulheres brasileiras e gênero nos espaços público e privado: uma década de mudanças na opinião pública (2013, com Tatau Godinho)

Artigos
- "Eleição presidencial: o Plano Real na sucessão de Itamar Franco" (1994, com Antonio Manuel Teixeira Mendes)
- "Juventude, política e cultura" (2000, com Helena Abramo)
- "Factors associated with condom use among youth aged 15–24 years in Brazil in 2003" (2005, com Gabriela Calazans, Teo W. Araujo e Ivan França Junior)
- "Idade e uso de preservativo na iniciação sexual de adolescentes brasileiros" (2008, com Vera Paiva, Gabriela Calazans e Rita Dias)
- "Consumo de drogas, opinião pública e moralidade: motivações e argumentos baseados em uso" (2017)